# São Sebastião do Rio Preto
São Sebastião do Rio Preto is een gemeente in de Braziliaanse deelstaat Minas Gerais. De gemeente telt 1.737 inwoners (schatting 2009).

## Aangrenzende gemeenten
De gemeente grenst aan Conceição do Mato Dentro, Ferros, Itambé do Mato Dentro, Morro do Pilar, Passabém en Santo Antônio do Rio Abaixo.